# Conadria
 'Conadria' es un cultivar moderno de higuera de tipo higo común Ficus carica bífera, de higos de piel color verde claro a amarillento. En América del Norte son capaces de ser cultivadas en USDA Hardiness Zones 8B a más cálida.

## Sinonimia
- „Adriatic Hybrid“,
- „Verdone“,
- „Verdone Hybrid“,
- „Red Conadria“,
- „Contessina“,[4]

## Historia
Esta higuera fue criada California por el obtentor Ira J. Condit a principios de la década de 1950, de una planta de 'White Adriatic' cruzada con polen de Cabrahigo 'Croisic'. Esta es una de las variedades del Dr. Condit que surgieron del programa de mejoramiento en la universidad de Riverside, California. Introducida en 1956 en la zona de Riverside.
Ofrecido en Australia por Birdwood Nursery en Nambour en Qld en 1996.
Higos de buen sabor. Buenos para su cultivo en la costa oeste. Ideal para climas cálidos.

## Características
Las higueras 'Conadria' se pueden cultivar en USDA Hardiness Zones 8B a más cálida, siendo la zona óptima de cultivo comprendida entre USDA Hardiness Zones de 8B a 10.
La planta es un árbol mediano bífera, y con cosecha ligera de brevas, que maduran a fines de junio, y abundante cosecha principal de higos que comienza a madurar a fines de agosto.
Hoja generalmente pequeña; subcordato en la base; con 5 a 7 lóbulos. El árbol es vigoroso, tiende a crecer excesivamente bajo riego. Lo mejor es en climas cálidos.
El fruto de este cultivar es de tamaño mediano a pequeño y rico en aromas. Higo con piel de color verdoso pálido a amarillento y pulpa de color rojo fresa. Piriforme con un cuello largo y esbelto. Ostiolo pequeño y cerrado.
Esta variedad es autofértil y no necesita otras higueras para ser polinizada. El higo tiene un ostiolo pequeño que evita el deterioro durante condiciones climáticas adversas.

## Cultivo
Cultivo principal bien adaptado en la costa oeste en California y el sureste de Estados Unidos,.
'Conadria' son higueras productoras de higos que dan lugar a excelente higos para todo uso, tanto para mermeladas, higos secos y consumo en fresco.